# Кальське-Новіни
Кальське-Новіни (пол. Kalskie Nowiny, нім. Kehlerwald) — село в Польщі, у гміні Венґожево Венґожевського повіту Вармінсько-Мазурського воєводства.
Населення — 233 особи (2011).
У 1975-1998 роках село належало до Сувальського воєводства.

## Демографія
Демографічна структура станом на 31 березня 2011 року:
|          | Загалом | Допрацездатний вік | Працездатний вік | Постпрацездатний вік |
| -------- | ------- | ------------------ | ---------------- | -------------------- |
| Чоловіки | 120     | 28                 | 84               | 8                    |
| Жінки    | 113     | 20                 | 76               | 17                   |
| Разом    | 233     | 48                 | 160              | 25                   |